# Epidendrum aggregatum
Epidendrum aggregatum är en orkidéart som beskrevs av John Lindley. Epidendrum aggregatum ingår i släktet Epidendrum och familjen orkidéer. Inga underarter finns listade i Catalogue of Life.